# Вічузький район
Вічузький район (рос. Вичугский район) — муніципальний район у складі Івановської області Російської Федерації.
Адміністративний центр — місто Вічуга.

## Історія
Район утворений 14 січня 1929 року.

## Населення
| 1926    | 1939    | 1959    | 1970    | 1979    | 1989    | 2002    |
| ------- | ------- | ------- | ------- | ------- | ------- | ------- |
| 66 047  | ↗93 807 | ↘39 274 | ↘35 858 | ↘30 510 | ↘27 084 | ↘23 676 |
| 2009    | 2010    | 2011    | 2012    | 2013    | 2014    | 2015    |
| ↘21 434 | ↘20 201 | ↘20 131 | ↘19 592 | ↘19 337 | ↘19 037 | ↘18 655 |
| 2016    | 2017    | 2018    | 2019    | 2020    | 2021    |         |
| ↘18 272 | ↘17 819 | ↘17 408 | ↘17 083 | ↘16 875 | ↘16 489 |         |